# Knoflíková baterie

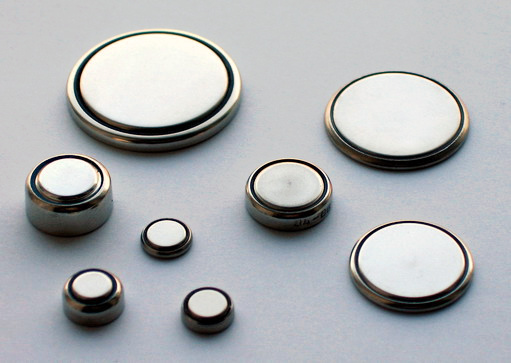
Různé typy knoflíkových baterií

Knoflíková baterie nebo mincová baterie jsou běžně užívané označení drobných galvanických článků odvozené od jejich tvaru. Články jsou nejčastěji alkalické (nominální napětí 1,5 V) nebo lithiové (3 V). Výhodami článku je vyšší napětí, dobrá teplotní stabilita, dlouhá životnost, vysoká kapacita v poměru k velikosti, možnost odebírat nízké proudy po velmi dlouhou dobu, nebo i nárazově velké proudy a především u některých typů i nízká cena. Tyto články se používají do malých a drobných přístrojů a aplikací, jako jsou hodinky, kalkulačky, krokoměry, miniaturní svítilny. Označení vzniklo podle podobnosti včetně velikosti knoflíků či drobných mincí.

## Nejpoužívanější typy

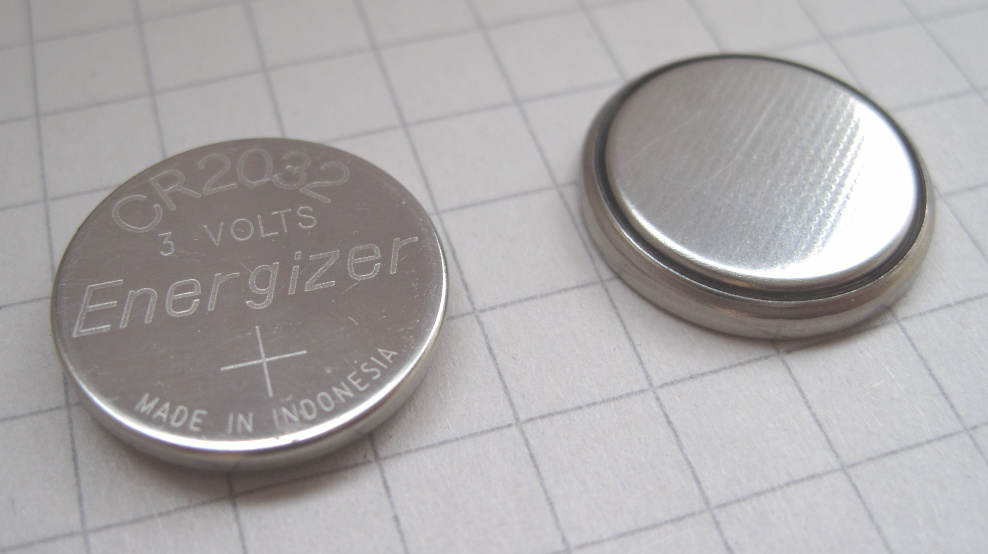
Nejběžnější knoflíková 3V baterie je CR2032

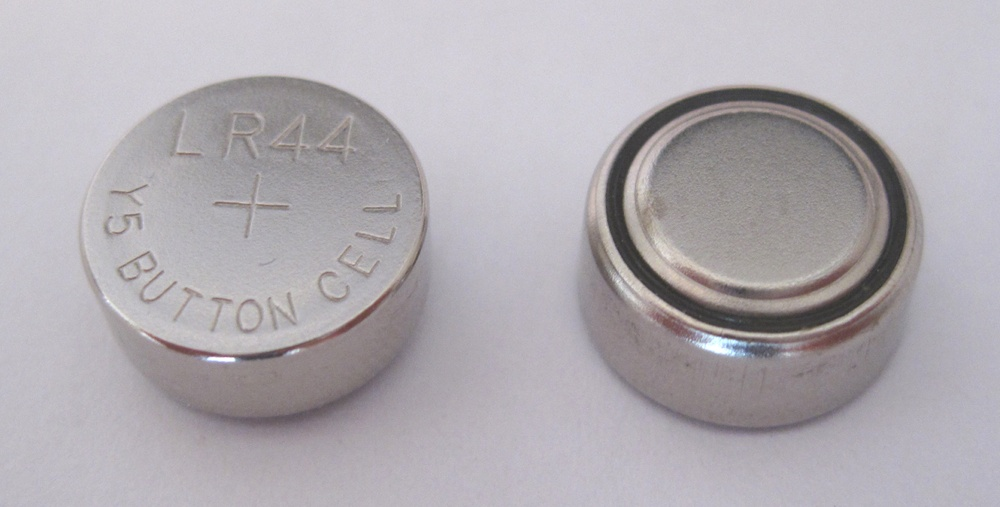
Nejběžnější knoflíková 1,5V baterie je LR44

| Název (kompatibilní)                    | Rozměry (mm) | Napětí (V) | Max. kapacita (mAh) |
| --------------------------------------- | ------------ | ---------- | ------------------- |
| CR1220                                  | 12,5 x 2     | 3          | 40                  |
| CR1620                                  | 16 x 2       | 3          | 78                  |
| CR2016                                  | 20 x 1,6     | 3          | 90                  |
| CR2025                                  | 20 x 2,5     | 3          | 165                 |
| CR2032                                  | 20 x 3,2     | 3          | 230                 |
| CR2430                                  | 24,5 x 3     | 3          | 290                 |
| CR2450                                  | 24,5 × 5     | 3          | 620                 |
| LR41 (192, AG3, V3GA, L736, RW87, SR41) | 7,9 x 3,6    | 1,5        | 45                  |
| LR43 (V12GA, 186)                       | 11,6 × 4,2   | 1,5        | 75                  |
| LR44 (LR1154, A76, L1154, AG13, V13GA)  | 11,6 × 5,4   | 1,5        | 150                 |
| LR54 (AG10, LR1130, V10GA)              | 11,6 × 3     | 1,5        | 44                  |
| PR48 (ZA13, AC13, V13A, DA13)           | 7,9 × 5,4    | 1,5        | 240                 |
| SR45 (SR936SW, 394, LR936)              | 9,5 × 3,6    | 1,5        | 82                  |
| SR57 (SR927, 395, LR927)                | 9,5 × 2,6    | 1,5        | 67                  |
| SR65 (SR616SW, 321)                     | 6,8 × 1,7    | 1,5        | 16                  |
| SR66 (SR626SW, 377, LR626)              | 6,8 × 2,6    | 1,5        | 26                  |
| SR68 (SR916SW, 373)                     | 9,5 × 1,6    | 1,5        | 26                  |
| SR69 (SR920SW, 371, LR920)              | 9,5 × 2,1    | 1,5        | 55                  |

## Přehled typů knoflíkových článků

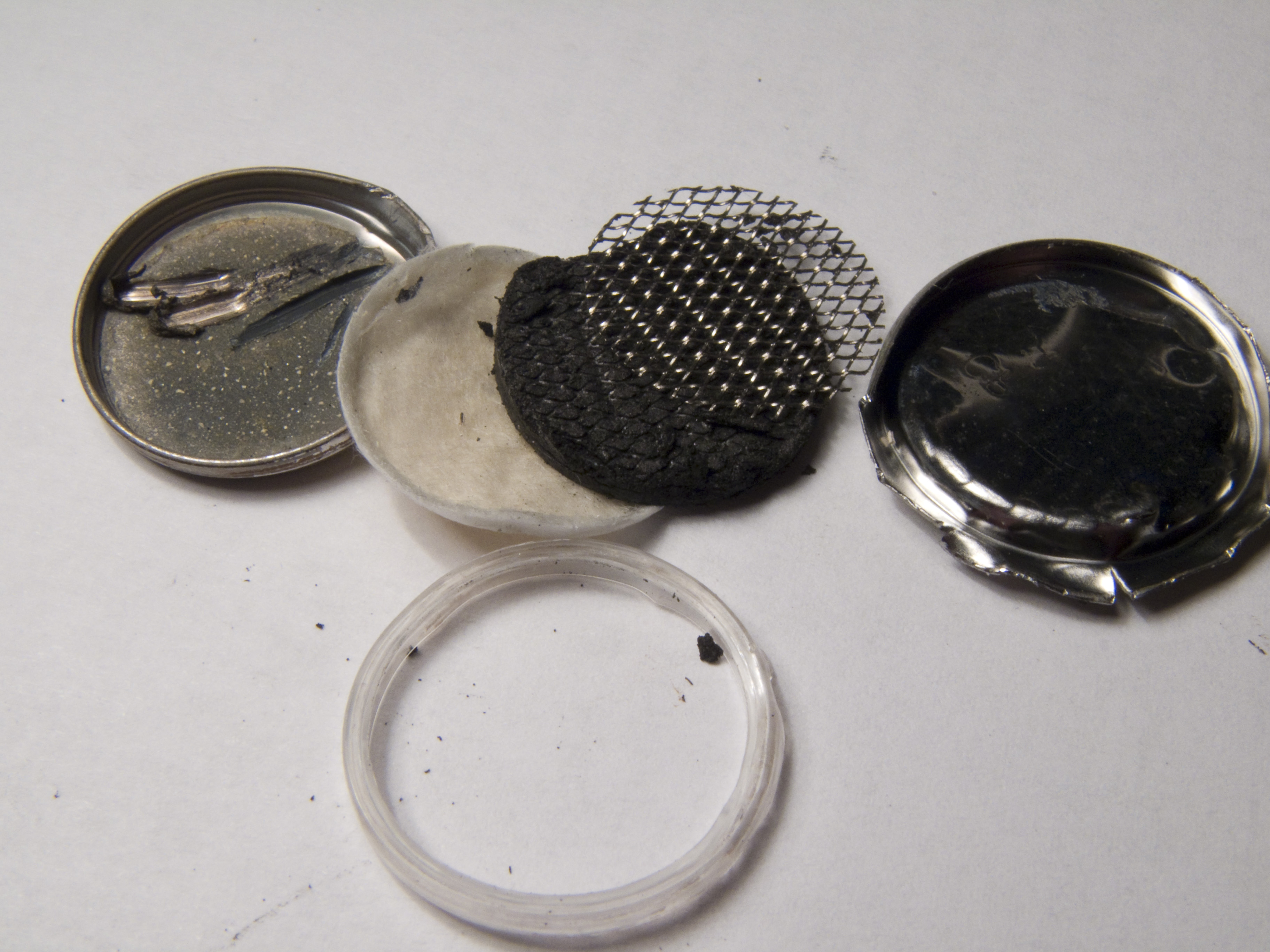
Rozebraná knoflíková baterie typu CR2032

### Podle označení
- 186C1, 189C1
- 300:
  - 301, 303, 357, 361, 362, 364, 370, 371, 377, 381, 384, 386, 389, 390, 391, 392, 394, 395, 399,
- A, AC
  - 625A, 625AC1, 76AC1, 76AC5, A76,
- AG:
  - AG1, AG2, AG3, AG4, AG5, AG6, AG7, AG8, AG9, AG10, AG11, AG12, AG13,
- LR:
  - LR09, LR41, LR43, LR44, LR45, LR48, LR50, LR54, LR55, LR57, LR58, LR59, LR60, LR66, LR69,
  - LR621, LR626, LR721, LR726, LR754, LR920, LR926, LR927, LR936,
  - LR1120, LR1130, LR1136, LR1142, LR1154,
- MR50
- P:
  - PX1, PC1A, PX625A,
- SR:
  - SR41, SR43, SR44, SR45, SR54, SR55, SR57, SR66,
  - SR621SW, SR626SW, SR721SW, SR920SW, SR927SW, SR1154SW SILBEROXID, SR736W, SR927W, SR936W,
  - SR1120W, SR1130W, SR1154W,
- V:
  - V12GA, V13GA, V625U.

### Podle elektrochemického systému

#### Niklkadmiové (Ni-Cd) články
- KB 116/055
- KB 156/048
- KB 156/061
- KB 222/050
- KB 229/055
- KB 232/030
- KB 232/055
- KB 232/067
- KB 252/064
- KB 252/077
- KB 252/095
- KB 346/055
- KB 346/098
- KB 432/081
- KB 505/105

### Niklmetalhydridové (Ni-MH) články
- HB 079/054
- HB 116/054
- HB 156/064
- HB 222/048
- HB 252/061
- HB 252/065
- HB 252/078
- HB 347/060

### Lithiové články
- Li-Titan – 1,5V lithiové akumulátory
- Li-Niob – 2,0V lithiové akumulátory
- Li-Mangan – 3,0V lithiové akumulátory
- Li-Kobalt (Li-Kobalt-Titan) – 3,0V lithiové akumulátory
- Li-Vanad – 3,0V lithiové akumulátory
- Li-Kobalt – 3,6V lithiové akumulátory

### Ostatní
- Niklzinkové (Ni-Zn) články
- RAM baterie
- nabíjecí alkalika[1]

## Označení IEC
Baterie obecně – nejen knoflíkové – se standardně (dle IEC) označují dvěma písmeny a dvěma čísly (3 nebo 4 číslice).
První písmeno označuje chemickou sloučeninu kladné elektrody (C – kladná elektroda je složena z oxidu manganičitého; B – kladná elektroda je složena z uhlíku), které také odpovídá elektrické napětí článku:
- typ PR zinkovzdušné – 1,4 V,
- typ LR alkalické – 1,5 V,
- typ SR na bázi oxidu stříbra – 1,55 V,
- typ CR lithiové baterie – 3 V,
- typ BR s kladnou elektrodou z uhlíku.

Druhé písmeno je R, označuje kruhový tvar kruhu (z angl. round).
Následující tři až čtyři číslice značí rozměry stanovené podle IEC:
- první a případně druhá číslice (druhá jen s první „1“ nebo „2“) je průměr kruhu v milimetrech. Skutečný údaj je zde ale zaokrouhlený dolů na celé číslo.
- poslední dvě číslice označují výšku baterie v desetinách milimetru.

Například označení baterie CR2032 znamená: kladná elektroda je z oxidu manganičitého (C), baterie má samozřejmě kruhový tvar (R), průměr baterie je 20 mm a výška je 3,2 mm. Baterie LR44 má normované označení LR1154, které značí alkalický článek (L) kruhového tvaru (R), průměr 11,6 mm (11 – u menších průměrů je hodnota ve značení zaokrouhlena dolů) a výšku 5,4 mm.